# Acrotylus daveyi
Acrotylus daveyi är en insektsart som beskrevs av Mason, J.B. 1959. Acrotylus daveyi ingår i släktet Acrotylus och familjen gräshoppor. Inga underarter finns listade i Catalogue of Life.